# Šoa (regija)
Šoa (ge'ez: ሽዋ šawā, engleski Shewa) je povijesna regija Etiopije. 
Nekoć samostalno kraljevstvo u okviru Etiopskog Carstva, današnji etiopski glavni grad Adis Abeba nalazi se u središtu te regije.

## Zemljopisne karakteristike
Jezgra Šoe nalazila se na planinskoj visoravni, na području oko današnjeg grada Adis Abebe, dakle u središtu Etiopije. Nakon velike invazije Ahmada Granja i gubitka Pokrajine Bale, Šoa je postala jugoistočna granica Etiopije. Visoka Šoa je bila lako branjiva, tu se je na neki način nastavio život i kontinuitet vlasti ranijih razdoblja, unatoč znatnog osiromašenja zbog gubitka susjednih zemalja. Vremenom je Šoa postalo sigurno utočište, iako potpuno izolirano od ostatka Etiopije, ali i od neprijateljskih nasrtaja.
Važnija naselja Šoe su; Debre Berhan, Antsokia, Ankober, Entoto i Adis Abeba koja je povremeno bila i sjedište regije Šoa.
Većina sjeverne Šoe (okruzi Menz, Tegulet, Jifat, Jedite, Bulga) nastanjena je uglavnom s kršćanskim Amharcima i Oromcima, dok su južna i istočna Šoa nastanjene uglavnom muslimanskim Oromcima. 
Važan vjerski objekt u Šoi je manastir Debre Libanos, koji je osnovao sv.Tekle Hajmanot, nalazi se u sjevernoj Šoi u zoni Semien Šoa.

## Povijest
Šoa se prvi put spomine u povijesnim dokumentima kao muslimanska država, za koju dobar 
poznavaoc etiopske povijesti G.W.B.  Huntingford pretpostavlja da je osnovana 896., sa sjedištem u Valalahu. Šoa je pokorena i postala dio Sultanata Ifat negdje oko 1285. U novije vrijeme ekipa francuskih arheologa, uspjela je iskopati tri urbana centra za koje se drži da su iz razdoblja islamskog kraljevstva Šoa.
Legendarni etiopski car (neguš negasti) Jekuno Amlak poveo je svoj ustanak protiv dinastije Zagaj iz jedne kršćanske enklave u Šoi naseljene uglavnom Amharcima. Za sebe je tvrdio da je direktni potomak prvih salomonskih etiopskih vladara, koji su vladali Etiopijom prije Aksumsko zagajske dinastije. Oni su koristili Šou kao svoje sigurno utočište, u trenucima kad im je bio ugrožen opstanak, poput agresije kraljice Gudit i drugih neprijatelja. I u legendarnoj knjizi Kebra Nagast  (Lista etiopskih vladara), spominje se Šoa kao dio carstva Menelika I. (poglavlje 39). Postoji mogućnost, da je ovo poglavlje naknadni umetak, jer je i vladar i osnivač dinastije Lebna Dengel tvrdio za sebe nešto slično. Sumnja je tim veća kad se zna da se Kraljevstvo Aksum kao i njegov prethodnik Kraljevstvo Damot uglavnom su bili ograničeni na sjever Etiopije i Eritreju.
U 16. stoljeću, Šou kao i ostatak kršćanske Etiopije osvojile su snage Ahmad Granja iz Sultanata Adal. Bezvašće u Šoi iskoristila su oromskaplemena koja su se iz Kenije naselila u velikom broju na opustošene dijelove Šoe, osobito u područja Velega, Arsi i Volo. O povijesti Šoe prije 1800. se vrlo malo zna, ali jedno je sigurno tadašnji car Lebne Dengel i njegovi sinovi uspješno su se skrivali i bježali ispred Granjovih hordi po vrletima Šoe, koju Granj nikad u potpunosti nije uspio pokoriti.
Vladarsku dinastiju Šoa utemeljio je Negasa Krestos krajem 17. stoljeća, on je uspio učvrstiti svoju vlast oko Jifata. Usmene predaje o njegovu podrijetlu se poprilično razlikuju. Po jednoj od njih zabilježenoj 1840., njegova majka bila je kći Ras Farisa, sljedbenika cara  Suseniosa, koji je zbog progona izbjegao u Menz. Po drugoj pak koju je znao i prenosio Serta Vold, savjetnik cara Sale Selasija (oko 1795. – 1847.), on je bio potomak po muškoj liniji Jakoba, najmlađeg sina Lebne Dengela, pa prema tome i direktni slijednik drevne Salomonske dinastije. Zbog toga sebe vladarska dinastija Šoa drži za mlađi ogranak grana Salomonske dinastije odmah do starijeg ogranka iz Gondara.
Sin cara Negase Sebestianos uzeo si je carski naslov Meridazmač ("strašni zapovjednik"), tu tradiciju preuzeli su i njegovi nasljednici, sve do Sale Selasija, koji se proglasio kraljem Šoe 1830. Njegov unuk, Sale Marjam, na kraju će uspjeti postati car cijele Etiopije krajem 19. stoljeća pod imenom Menelik II.
Kraljevi Šoe proširili su teritorij pod svojom vlašću prema jugu i istoku, kroz nizine i pustinje, i uspjeli u podvrgnuti i neka davno izgubljena područja. Carevi Etiopije uvijek su kroz cijelu povijest držali da im pripadaju južni teritoriji Etiopije, - tvrdivši da im pripadaju po povijesnom pravu, jer su im pripadali prije razorne inavazije Imama Ahmad Granja. Nakon poraza Granja, došlo je do velike migracije plemena Oromo na ispražnjene južne prostore i time se drastično izmijenila demografska struktura tih krajeva. Kraljevstvo Šoa pod Menelikom II. uspjelo je gotovo u cijelosti obnoviti Etiopiju, tako da se pokrajina Šoa našla u središte carstva, time je ona postala i središte nove etiopske države.
U novije vrijeme, Šoa je bila provincija u okviru Etiopskog Carstva, potom jedna od regija Etiopije za vojnog režima Derg sve do 1984. Tad je nakon proglašenja "Narodne Republike Etiopije",  podijeljena u četiri upravne regije; Sjeverna Šoa, Južna Šoa, Istočna i Zapadna Šoa. Nakon sloma režima Derg 1991., ukinute su stare povijesne pokrajine i regije, koje su zamijenjene sadašnjim modernim regijama Etiopije (utemeljenih na etničkim i jezičnim granicama). Tako da je teritorij stare Provincije Šoa podijeljen između regija  Amhara, Oromia i posebnog područja glavnog grada Adis Abebe.

## Pogledajte i ovo
- Vladari Šoe